# نهر جراح (بوزي)
نهر جراح (بالفارسية: نهرجراح) هي منطقة سكنية تقع في إيران في قسم بوزي الريفي. يقدر عدد سكانها بـ 429 نسمة بحسب إحصاء 2016.